# Cecilia Muhate Peña
Cecilia Muhate Peña, coneguda esportivament com Ceci Muhate, (Madrid, 10 de juliol de 1997) és una jugadora de bàsquet madrilenya.
Aler pivot, es formà al col·legi Corazonistas de Madrid amb el qual guanyà diversos campionats de Madrid en categories inferiors. Debutà a la Lliga Femenina amb el Rivas Ecópolis la temporada 2013-14 i jugà a la Lliga NCAA amb l'Ole Miss Rebels durant quatre temporades (2015-19). Tornà a les competicions estatals jugant amb l'Añares Rioja ISB (2019-20) i el Baloncesto Leganés (2020-22) de la Lliga femenina 2, amb el qual aconseguí l'ascens a la Primera divisió. El març de 2023 fitxà per l'Uni Girona Club de Bàsquet per tal de cobrir l'allau de jugadores lesionades del club gironí. Al final d'aquella temporada, fitxà per l'Ensino Lugo. Internacional amb selecció espanyola en categories de formació, s'ha proclamat campiona d'Europa sub-16 (2013), sub-18 (2015) i sub-20 (2017), i subcampiona del Món sub-17 (2014).
També ha competit en la modalitat de bàsquet 3x3. Ha sigut internacionalment amb la selecció espanyola, guanyant una medalla de bronze als Jocs Europeus de 2023.